# Turmburg Bettringen
Die Turmburg von Bettringen war eine mittelalterliche Befestigungsanlage in Bettringen, einem Stadtteil von Schwäbisch Gmünd im baden-württembergischen Ostalbkreis. Die letzten Reste der Burg wurden zu Beginn des 19. Jahrhunderts abgebrochen.

## Lage und Geschichte

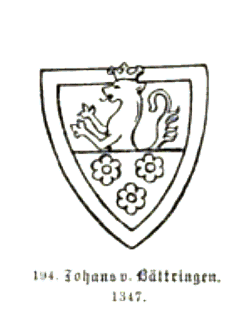
Wappen Johanns von Bettringen (auch Bättringen)

Die Burg befand sich an der Stelle der katholischen Pfarrkirche St. Cyriakus.
Die Turmburg gehörte dem Adelsgeschlecht derer von Bettringen. Von der Familie haben sich nur wenige Nachrichten erhalten. Möglicherweise waren sie Ministeriale der Hohenstaufer. Erstmals erwähnt wird die Sippe in einer Urkunde von 1218, die von einer Schenkung des Hadewig von Bettringen an das Kloster Lorch berichtet. 1307 verkaufte der Ritter Konrad von Bettringen Güter in Oberbettringen an das Kloster Gotteszell. 1347 veräußerten die Herren Johann, Berthold und Engelhard von Bettringen weitere Güter an das Kloster Gotteszell. In der Urkunde ist auch von unserem Bergfried die Rede. Möglicherweise war das Geschlecht im 14. Jahrhundert in eine finanzielle Krise geraten und musste daher Grundstücke an die finanziell stärkeren Klöster abgeben. Nach Forschungen von Klaus Graf könnten die Herren von Bettringen auch ihre Burg im Ort verloren haben. Jedenfalls verschwinden die Herren von Bettringen aus allen Urkunden und es tauchen Mitte des 14. Jahrhunderts Angehörige der Gmünder Patrizierfamilie Schätzer mit den Namenszusatz von Bettringen auf. Wahrscheinlich kam die Ortsherrschaft von der Familie Schätzer an die Herren von Horkheim. 1437 erhielt Claus von Horkheim Oberbettringen als Lehen aus den Händen der Grafen von Helfenstein.
Im 17. Jahrhundert (1674) wurde die Turmburg (ein Schlösslein welches sonst der Thurm genennet wird) von dem Gmünder Chronisten Friedrich Vogt erwähnt. Nach Vogt kam der Turm von den Herren von Rechberg an die Stadt Gmünd.
Im Jahre 1813 wurde der Abbruch des Turms angeordnet, um Baumaterial für die Dorfkirche zu gewinnen. Die Pfarrchronik berichtet, dass der Turm herrlichste Quader geliefert habe. Damit teilte der Bergfried das Schicksal der Kapelle der Burg Rinderbach, die ein Jahr zuvor ebenfalls zwecks Materialgewinnung abgebrochen wurde.